# La insoportable levedad del ser
La insoportable levedad del ser (en checo: Nesnesitelná lehkost bytí) es una novela del escritor checo Milan Kundera, publicada en 1984.
Ambientada en Praga durante 1968, La insoportable levedad del ser trata de un hombre y sus dudas existenciales en torno a la vida en pareja, convertidas en conflictos sexuales y afectivos. La novela relata escenas de la vida cotidiana trazadas con un profundo sentido trascendental: la inutilidad de la existencia y la necesidad del eterno retorno de Nietzsche por el que todo lo vivido ha de repetirse eternamente, solo que al volver lo hace de un modo diferente, ya no fugaz como ocurrió en el principio. 

"El hombre nunca puede saber qué debe querer, porque vive solo una vida y no tiene modo de compararla con sus vidas precedentes ni enmendarla en sus vidas posteriores"

La conjunción de ambos factores, esencialmente antagónicos, valdrían a los personajes para dar un sentido propio y singular a la vida; las acciones de los mismos se estructuran a partir de varios factores: histórico-político, filosófico, psicológico y artístico, en el marco de una experiencia franqueada por el experimento socialista y la Guerra Fría.

## Personajes
- Tomás (en checo: Tomáš): Personaje principal que, a pesar de amar a su esposa, no puede resistir la tentación de acostarse con otras mujeres. Demuestra la incertidumbre del hombre al afrontar una relación de pareja y la madurez que debe impregnar en ella. Además enfrenta el dilema que supone vivir en un país socialista en el cual pasa de militante eufórico a perseguido del sistema.
- Sabina: Es la eterna amante de Tomás, y quien siente la verdadera levedad (ligereza en las cosas) tras relacionarse con hombres comprometidos, otorgándole a la infidelidad poca o ninguna importancia.
- Teresa (en checo: Tereza): Esposa de Tomás. Sufre por las infidelidades de su pareja, pero se resigna a aceptarlas por temor a perderlo. La justificación a este vínculo de amor corrompido se encuentra en que Tomás ha sido quien le dio una nueva razón para vivir después de pasar su infancia al lado de su madre, por quien Teresa siente vergüenza y hasta odio.
- Franz: Amante pasajero de Sabina. Es la representación de quien se libera de una vida de obligaciones, de una esposa y una hija que no le brindan ningún beneficio interior. Consigue relacionarse con una alumna que le demuestra admiración y abre una nueva puerta en su vida.
- Simón: Hijo no reconocido de Tomás, quien al final se vuelve una imagen tardía de él.
- Karenin: Mascota de Tomás y Teresa. Es un punto de unión y reflexión en la relación de la pareja.

## Argumento

### La levedad y el peso
La obra comienza mostrando la opinión del propio autor con respecto al aspecto político, filosófico e histórico que llevan en sí mismos los conceptos de levedad y peso. Es a través de esta reflexión que termina por imaginarse a Tomás, un cirujano checoslovaco que vive en Praga a mediados de los años 60, hombre divorciado y con muchas amantes, quien tras conocer a Teresa pone en duda su vida de eterno soltero. Tomás termina cediendo ante el posible enamoramiento que va padeciendo por Teresa, casándose, pero sin que ello implique terminar con sus amantes, siendo la más cercana Sabina, una artista liberal. Después de la Primavera de Praga, cuando las fuerzas soviéticas toman la capital checoslovaca, Tomás decide marchar con Teresa a Zúrich, junto a su perro Karenin. Posteriormente, Teresa, que había sido partidaria de marcharse de Checoeslovaquia, decide volver sola a Praga, abandonando a Tomás.
La historia compromete la levedad y el peso como dos factores controversiales, pero que Kundera complementa en cada pareja. Dichos factores serán determinantes en las vidas y futuras acciones de los personajes novelescos.

### El alma y el cuerpo
En esta segunda parte el autor hace referencia a la distancia entre el alma y el cuerpo de Teresa, quien se mira constantemente al espejo esperando no encontrar a su madre en ella misma. Teresa siente que su alma no pertenece a su cuerpo y trata de hacerse indiferente ante ese cuerpo, no se reconoce, cuanto más ve la semejanza con su madre más se aleja su alma. Habla de que «nuestras vidas están bombardeadas por casualidades» que constituyen coincidencias; estas aumentan el sentido de belleza de hechos sencillos haciéndolos memorables, «como cuando el fondo de una escena es la música de Beethoven sonando en la radio».

### Palabras incomprendidas
Tras un análisis de la relación existente entre Sabina, amante de Tomás, y Franz, Kundera presenta a manera de glosario la complejidad de las diferencias entre Sabina y Franz, profundamente arraigadas en el significado que dan a las cosas: las marchas, los paseos en cementerio, la mujer. En una revisión del trayecto de vida de ambos personajes, los cuales determinaron su visión de las cosas, encontramos una gran justificación en su separación, hasta hacerla necesaria para Sabina, quien prefiere alejarse de Franz ante la posibilidad de entregar por completo su vida a todo aquello en lo que no cree.

### El alma y el cuerpo
Teresa se cuestiona su relación con Tomás, haciendo hincapié principalmente en que las infidelidades de su marido no cesaban. Es así como comienza a trabajar en un bar sirviendo tragos detrás de la barra, y conoce a un ingeniero que la comienza a seducir. Teresa intenta probar lo que se siente serle infiel a Tomás, visitando al ingeniero y haciendo el amor con él. Posteriormente, Teresa comienza a sospechar que esta situación, el ingeniero y la manera en que lo conoció, corresponde a un complot por parte del servicio social de su propio país (el sistema de inteligencia comunista instaurado para perseguir a los opositores).

### La levedad y el peso
Tomás escribe una crítica para una revista de intelectuales en la cual describe la posición de los comunistas en su país con la analogía de la tragedia griega de Edipo Rey, lo que provoca su persecución y lo obliga a dejar su puesto de cirujano en el hospital de Praga. Posteriormente, ya ejerciendo como médico de cabecera, es obligado a delatar a la gente a cargo de la editorial en la que se publicó su artículo. Tomás se niega y termina por dejar el oficio de médico, convirtiéndose en limpiador de ventanas. Comienza entonces un peregrinaje por Praga, limpiando cristales y acostándose con una amplia gama de mujeres, intentando encontrar la diferencia que radica entre cada una de ellas. Finalmente, Tomás, al verse descubierto por Teresa y aceptando una petición de ella, deciden radicarse en el campo, donde descubre la felicidad con la levedad de no tener responsabilidades sociales. Esa felicidad de no ser nadie.

### La gran marcha
Después de 10 años, Sabina se va a vivir a los Estados Unidos. Vive con una pareja de ancianos que en cierta forma representa el deseo inalcanzable e irreal de tener una familia, pues ellos son como sus hijos. Pronto termina ese tiempo hermoso, pues el anciano muere y su esposa va a Canadá a vivir con su hijo. Sabina desea permanecer en el estado de levedad, sin pesos ni ataduras, así que escribe un testamento especificando que a su muerte incineren su cuerpo y esparzan sus cenizas.
Por otro lado, Franz vive con la estudiante de las enormes gafas, pero siempre bajo los ojos imaginarios de la aprobación de Sabina. Un amigo lo invita a participar en la Gran Marcha a Camboya, en protesta del bloqueo a la comunidad médica internacional para atender a los agraviados por la guerra y la ocupación comunista. La mujer con la que vive no quiere que asista, pero el deseo de Franz por obtener la aprobación de Sabina lo lleva a participar en el evento. Dicha marcha se realiza en la frontera con Vietnam con la presencia de 400 médicos, fotógrafos, intelectuales y artistas. Todos marchaban en fila india, para evadir las minas, y al llegar a la frontera se enfrentaron con el absoluto silencio, gritos de protesta ahogados: los médicos no pudieron cruzar para hacer su labor. En esa marcha, Franz comprendió que su culto a Sabina debía terminar, pues la persona a la que amaba era la estudiante de las grandes gafas. Por la noche, un joven se le acerca a Franz diciendo algunas cosas en un idioma que no entiende, pero, cuando éste trató de ayudarlo, un par de jóvenes tratan de asaltarlo y Franz recibe un golpe fuerte en la cabeza que lo desploma. Cuando recupera el conocimiento se encuentra en un hospital en Ginebra y Marie Claude (su esposa) se halla sentada junto a él. Franz no deseaba verla, pues a quien quería a su lado era a su amante, pero no podía hablar ni moverse, por lo que cerró los ojos y murió.
También Simón, el hijo de Tomás, buscaba la aprobación o mirada imaginaria de su padre. Cuando Tomás limpiaba vidrios, varias veces intentó acercarse a él, pero su timidez se lo impedía, la misma que lo hizo tartamudear el día que le pidieron que firmara la carta de amnistía para los presos. Simón se fue a vivir al campo, conoció una muchacha, se casó con ella y se dedicó a la religión. Cuando supo que su padre vivía también en el campo, pensó que por fin tenían vidas parecidas y su padre estaría orgulloso de él.

### La sonrisa de Karenin
Una vez establecidos en el campo, Tomás y Teresa encuentran finalmente una paz que solo se verá interrumpida por las cartas que envía el hijo de Tomás y por el cáncer que sufre su mascota Karenin. Es Karenin el que refleja finalmente la verdadera naturaleza de los sentimientos de Teresa: su muerte cierra un ciclo que termina por alejar a la pareja de las tormentas del pasado, de la duda y la falta de compromiso que alguna vez tuvieron en Praga.

## Legado
Cuando La insoportable levedad del ser fue publicada por primera vez en inglés, fue aclamada como "una obra de la maestría, originalidad y riqueza más atrevidas" por la crítica Elizabeth Hardwick y nombrada uno de los mejores libros de 1984 por The New York Times Book Review. Continuó ganando el Premio Literario de Los Angeles Times en la categoría de ficción y rápidamente se convirtió en un éxito de ventas internacional.
En 1985, la novela fue galardonada con el Premio Jerusalén. Posteriormente La insoportable levedad del ser fue llevada al cine de la mano del director Philip Kaufman, obteniendo un aceptable éxito. En 2006, el libro se editó por primera vez en el país del autor, República Checa, alcanzando el récord de ventas. Está considerada por la crítica como una de las mejores obras de Kundera y un clásico de la literatura moderna.
La novela en ocasiones ha sido clasificada como filosófica, opinión que no comparte su autor, quien sitúa su obra —y específicamente esta novela— más allá de la filosofía y la psicología, al tratar de encontrar la esencia existencial de los personajes.